# 화랑교 (대구)
화랑교(-橋)는 대한민국의 대구광역시 수성구 만촌동과 동구 방촌동을 잇는 금호강의 다리이다. 1970년에 개통했고, 준공 당시에는 신·구교를 묶어 제2아양교라 통칭했으며, 1999년 9월에 대구 공공시설물 명칭 제·개정으로 인해, 현재는 화랑교으로 명칭 변경하였다. 주변에는 남서쪽에 망우공원, 만촌체육공원과 북동쪽에 방촌아파트단지가 많이 조성되어 있다.

## 접속하는 도로
- 국도 제4호선 (화랑로)